# Kyndeløse Sydmark (Lejre Kommune)
 For alternative betydninger, se Kyndeløse Sydmark. (Se også artikler, som begynder med Kyndeløse Sydmark)
Kyndeløse Sydmark er en lille kyst- og sommerhusby på Midtsjælland med 555 indbyggere  (2024). Kyndeløse Sydmark er beliggende i Rye Sogn ved Isefjorden på Hornsherred tre kilometer nord for Ejby og fem kilometer vest for Kirke Hyllinge. Byen ligger 14 kilometer øst for Holbæk og 23 kilometer nordvest for Roskilde. Kyndeløse Sydmark tilhører Lejre Kommune og er beliggende i Region Sjælland.
Området blev bebygget fra 1959.